# La Bellone
Pour les articles homonymes, voir Bellone (homonymie).

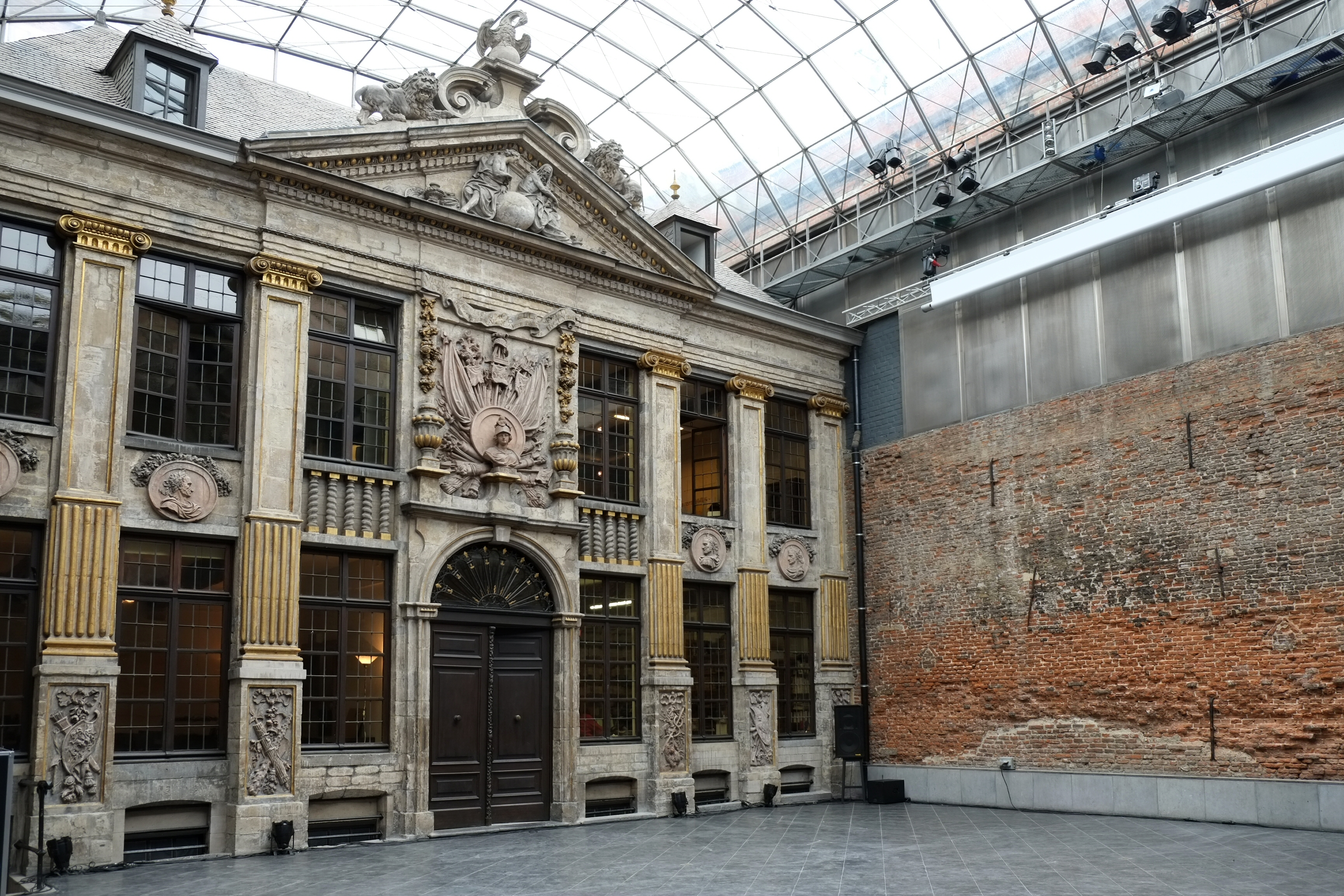
Maison de la Bellone.

La Maison du Spectacle « La Bellone » ou La Bellone, située au 46 rue de Flandre, est une maison culturelle et artistique bruxelloise créée par le peintre et scénographe Serge Creuz en 1980.
Cette riche demeure abrite actuellement plusieurs associations de théâtre, de danse et de multimédia, ainsi qu'une bibliothèque et un centre de documentation consacrés aux arts du spectacle. Elle offre également un cadre à des manifestations ponctuelles, des rencontres et des expositions. Dix ans plus tard, vers 1990, elle a été étendue et rénovée sous la houlette des architectes Jacqueline Torenhajm (1938-2002) et Émile Laufer-Torenhajm avant que la cour intérieure ne soit couverte d'une verrière par Olivier Noterman (1995). C'est un des fleurons de l’architecture baroque classicisante de Bruxelles.
Antoine Pickels en a pris la direction de juin 2007 à octobre 2011. L'actuelle directrice est Mylène Lauzon.

## Histoire

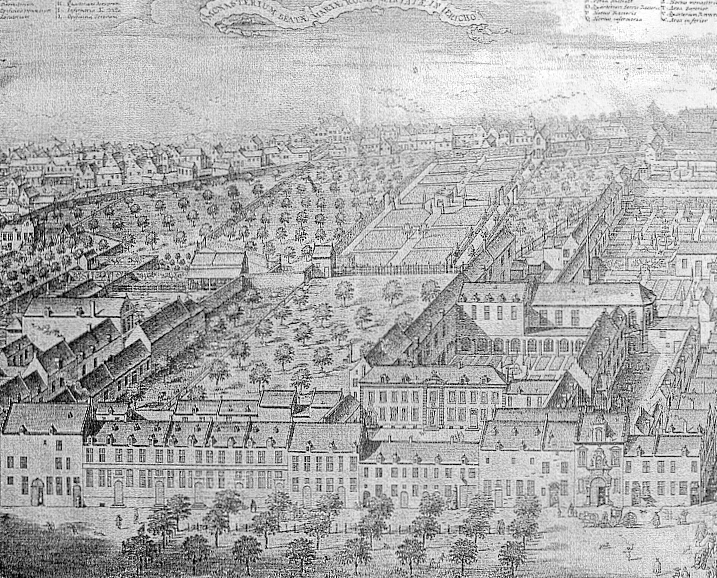
Domaine du monastère Notre-Dame de la Rose de Jéricho. Façade donnant sur le Marché au Grain. À droite la maison de la Bellone.

Cette maison, située derrière le n° 46 de la rue de Flandre, est un reste de l'ancien domaine des sœurs de Jéricho. Cette demeure faisant partie de ce monastère fut mise à la disposition d'Olympe Mancini, ou y fut construite par elle, pour abriter discrètement son exil bruxellois, après qu'elle eut été expulsée du royaume de France à la suite de sa compromission dans l'affaire des poisons. Nièce du cardinal Mazarin et mère du prince Eugène de Savoie, elle fit somptueusement décorer le frontispice de motifs célébrant la victoire de Zenta remportée par son fils contre les Ottomans en 1697.
C’est l’ancien bourgmestre Charles Buls lui-même qui l’a baptisée maison de la Bellone, lors de son rachat par la Ville de Bruxelles en 1913.
La déesse romaine de la guerre, Bellone, figure en effet sur le cartouche du portail d’entrée qui commémore la victoire de Zenta (1697) – actuellement en Serbie - sur l’armée ottomane par les soldats du prince Eugène de Savoie et du prince-électeur de Saxe, Frédéric-Auguste. C’est précisément cette année-là que ce pavillon d’été et d’apparat, qui faisait partie d’un hôtel de maître plus vaste, semble avoir été achevé. On en attribue les plans à Jean Cosyn, un architecte-sculpteur qui a construit, dans un style analogue, l’ancienne maison des Boulangers de la Grand-Place, occupée actuellement par la taverne Le Roi d’Espagne.

## Description
La façade de la maison de la Bellone mélange une structure renaissance très stricte – pilastres ioniques, baies rectangulaires de taille dégressive, entablement à fronton triangulaire – avec une décoration baroque exubérante, décapée et restaurée vers 1965. Ainsi, le fronton est orné, à droite, d’une allégorie du temps, représentée par un vieillard tenant un livre ouvert, et, à gauche, d’une allégorie de l’espace montrant un jeune homme posant un compas sur un globe terrestre. Les allèges des fenêtres présentent, en médaillons, des bustes d’empereurs romains (Hadrien, Trajan, Antonin et Marc Aurèle). Les trophées à la base des pilastres illustrent, pêle-mêle, la pêche, la guerre (égide d’Athéna et tête de Méduse), l’ordre (faisceau de la loi couvrant la massue de la brutalité), le commerce (caducée, bâton ailé de Mercure, dieu du commerce), la paix (égide d’Athéna et chouette) et la chasse (le cor invite à la vigilance et à l’éveil).

## La Maison du spectacle

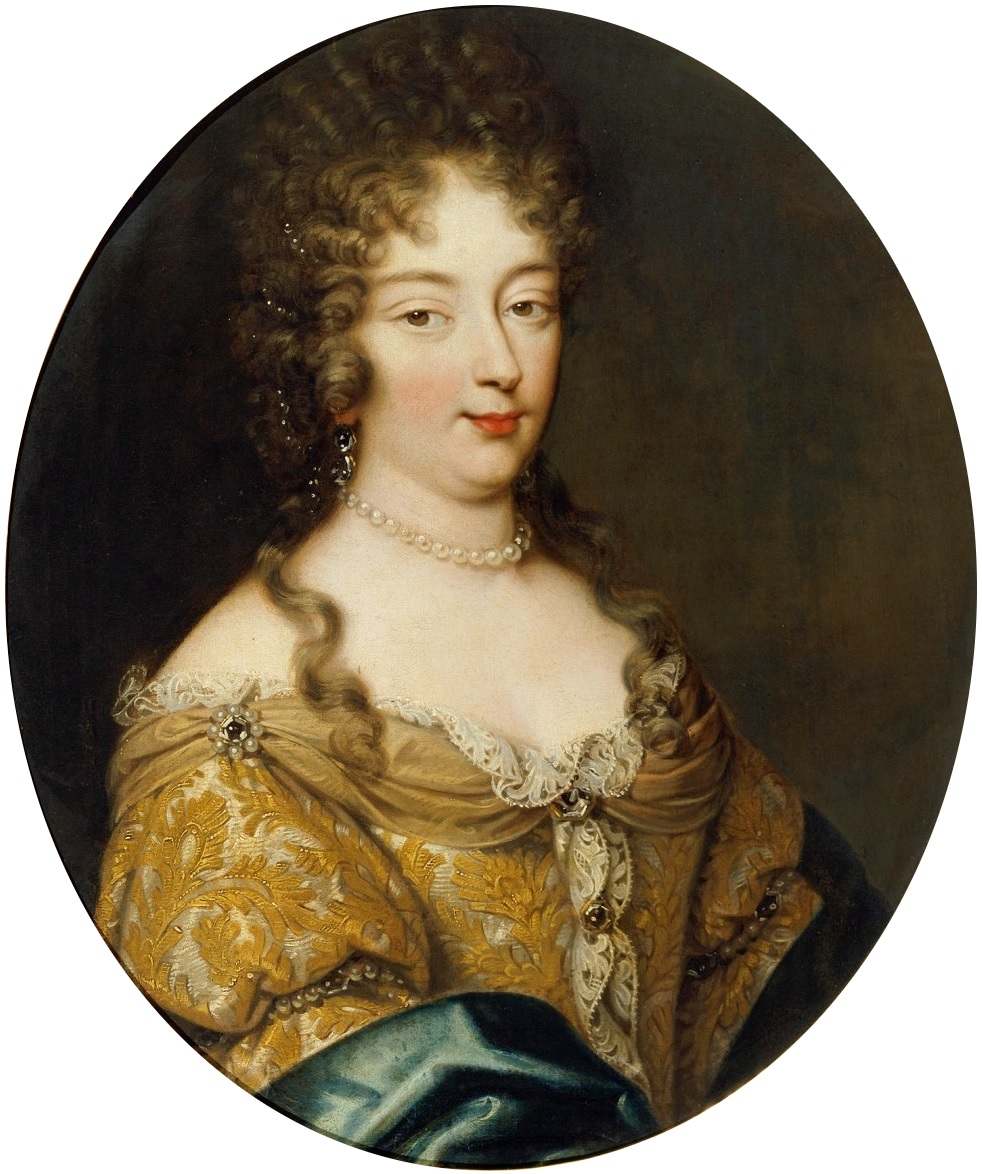
Olympe Mancini.

Par un hasard de l'histoire, cette maison, qui fut habitée par Olympe Mancini, personnage hautement romanesque et théâtral, et dont le destin de sa sœur Marie Mancini a formé le thème de la tragédie Bérénice de Racine, est devenue la « Maison du Spectacle » consacrée aux arts de la scène.

## Activité annexes
Dans le cadre des missions de La Bellone, le magazine Scènes a offert durant des années une vitrine du paysage francophone. Créée en 1998 par Anne Molitor et Danièle Stern, la revue a été dirigée entre 2003 et 2009 par Linda Lewkowicz et, de 2010 à 2015, par Sylvia Botella.

## Accès
| ___ | Ce site est desservi par la station de métro : Sainte-Catherine. |